# Årups kommun
Årups kommun (danska Årup Kommune eller Aarup Kommune) var en kommun i Fyns amt i Danmark. Sedan 2007 ingår den i Assens kommun.